# Championnat d'Andorre de football 1995-1996
Navigation
Saison suivante
La saison 1995-1996 de Divisió 1A est la première édition de la première division andorrane. Lors de celle-ci, les dix meilleurs clubs andorrans se sont affrontés lors d'une série de matchs se déroulant sur toute l'année. Les dix clubs participants au championnat ont été confrontés à deux reprises aux neuf autres pour l'attribution du titre.
Le FC Encamp a été sacré champion d'Andorre pour la première fois de son histoire.

## Les 10 clubs participants
| Club                      | Ville               |
| ------------------------- | ------------------- |
| Construccions Emprim (lt) | -                   |
| Deportivo La Massana      | La Massana          |
| FC Encamp                 | Encamp              |
| Sporting Club d'Engordany | Escaldes-Engordany  |
| Inter Club d'Escaldes     | Escaldes-Engordany  |
| Montanbaldosa (lt)        | La Massana          |
| CE Principat              | Andorre-la-Vieille  |
| FC Santa Coloma           | Andorre-la-Vieille  |
| UE Sant Julià             | Sant Julià de Lòria |
| Spordany Juvenil (lt)     | Escaldes-Engordany  |

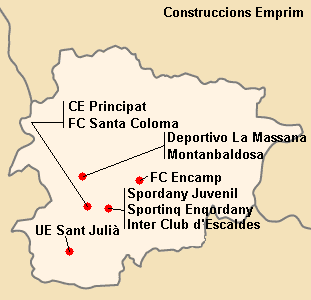
Localisation des clubs engagés dans le championnat.

En raison du peu de nombre de stades se trouvant sur le territoire d'Andorre, les matchs sont joués exclusivement à l'Estadi Nacional d'Aixovall d'une capacité de 1 500 places.

## Compétition

### Classement
Le classement est établi sur le barème de points classique (victoire à 3 points, match nul à 1, défaite à 0).
Pour départager les égalités, on tient d'abord compte de la différence de buts générale, puis du nombre de buts marqués, puis des confrontations directes et enfin si la qualification ou la relégation est en jeu, les deux équipes jouent une rencontre d'appui sur terrain neutre.
| Rang | Équipe                    | Pts | J  | G  | N | P  | Bp | Bc  | Diff |
| ---- | ------------------------- | --- | -- | -- | - | -- | -- | --- | ---- |
| 1    | FC Encamp                 | 47  | 18 | 15 | 2 | 1  | 64 | 18  | +46  |
| 2    | CE PrincipatC             | 45  | 18 | 14 | 3 | 1  | 85 | 22  | +63  |
| 3    | FC Santa Coloma           | 42  | 18 | 13 | 3 | 2  | 52 | 26  | +26  |
| 4    | Montanbaldosa (lt)        | 25  | 18 | 9  | 1 | 8  | 36 | 29  | +7   |
| 5    | Deportivo La Massana      | 24  | 18 | 7  | 3 | 8  | 26 | 36  | -10  |
| 6    | Sporting Club d'Engordany | 23  | 18 | 7  | 2 | 9  | 38 | 35  | +3   |
| 7    | Inter Club d'Escaldes     | 19  | 18 | 6  | 1 | 11 | 44 | 36  | +8   |
| 8    | UE Sant Julià             | 16  | 18 | 4  | 4 | 10 | 37 | 44  | -7   |
| 9    | Spordany Juvenil (lt)     | 12  | 18 | 4  | 0 | 14 | 25 | 101 | -76  |
| 10   | Construccions Emprim (lt) | 4   | 18 | 1  | 1 | 16 | 18 | 78  | -60  |

| Légende : Qualifications et relégations | Légende : Qualifications et relégations      |
| --------------------------------------- | -------------------------------------------- |
|                                         | Champion d'Andorre 1996                      |
|                                         | Relégation en Segona Divisió                 |
|                                         | C : Vainqueur de la Coupe de la Constitution |

## Bilan de la saison
| Championnat d'Andorre de football 1995-1996                        |                           |
| Champion                                                           | FC Encamp                 |
| Coupes et trophées                                                 |                           |
| Vainqueur de la Coupe d'Andorre 1995-1996                          | CE Principat              |
| Promotions et relégations                                          |                           |
| Promus en Championnat d'Andorre de football                        | Gimnàstic Valira (lt)     |
| Promus en Championnat d'Andorre de football                        | FC Andorra Veterans       |
| Promus en Championnat d'Andorre de football                        | Les Bons UE (es)          |
| Relégués en Championnat d'Andorre de football de deuxième division | Construccions Emprim (lt) |